# 北川村
北川村（日语：／ Kitagawa mura */?）是位於日本高知縣東部的村。境內約95%的面積被森林覆蓋。北邊為劍山山脈的山岳，奈半利川流經村落中心並往南注入土佐灣。北川村為幕末志士中岡慎太郎的出身地。當地特產為柚子。

## 地理
北川村內的25個村落多集中在奈半利川及其支流的沿岸地區。

### 氣候
當地氣候溫暖多雨，年均溫約16.3度，年降雨量則為3000至4000毫米。北川村在夏季的8至9月常遭颱風侵襲，冬季的1月上旬至2月下旬則會降下少量的雪。

## 歷史
當地最早的歷史可追溯到室町時代，當時河內氏遷移至此並進行開墾。1889年4月1日實施町村制時設置現在的北川村。

## 行政
歷任村長
1. 田中倉次（1889年1月24日～1912年）
2. 大石清平（1912年3月27日～1916年）
3. 濱渦福馬（1916年3月9日～1921年）
4. 坂本猶馬（1921年12月8日～1925年）
5. 川口秀彌（1925年12月16日～1929年）
6. 前田榮實（1929年12月16日～1931年）
7. 阿部英馬（1931年12月14日～1935年）
8. 大谷源吉（1935年8月5日～1939年）
9. 大寺芳頼（1939年1月1日～1946年）
10. 東山兼治（1946年4月8日～1948年）
11. 井津良祐（1948年10月26日～1956年）
12. 大寺芳頼（1956年10月26日～1959年）
13. 井津良祐（1959年4月30日～1967年）
14. 山本富章（1967年4月30日～1991年）
15. 濱渦良海（1991年4月30日～1996年）
16. 寺尾幸次（1996年10月27日～2004年）
17. 大寺正芳（2004年10月27日～現任）

## 交通
村內無鐵路通過，距離最近的鐵路車站為土佐黑潮鐵道阿佐線奈半利車站。

## 觀光

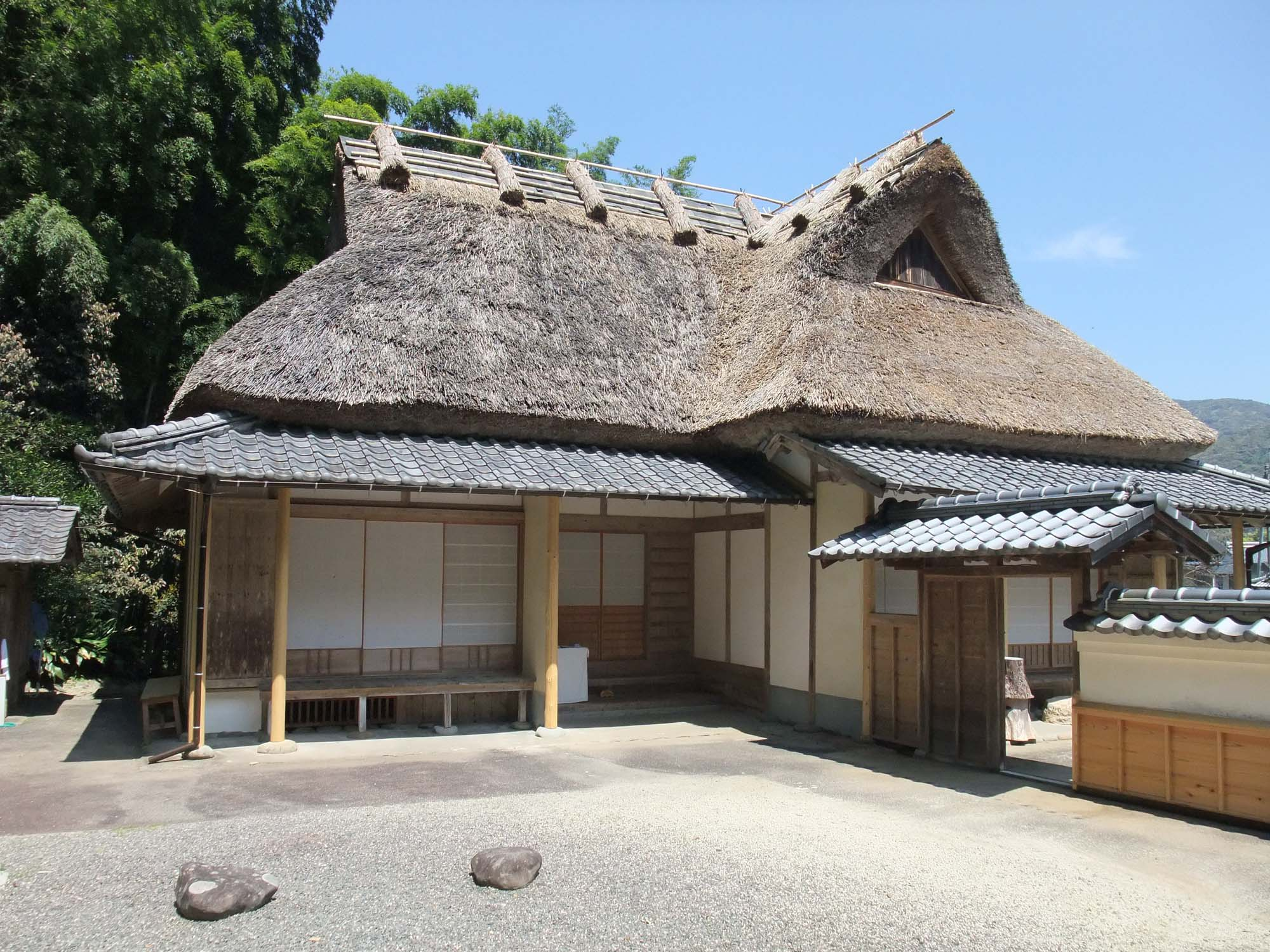
中岡慎太郎館

- 北川溫泉
- 中岡慎太郎館

## 本地出身之名人
- 中岡慎太郎

## 外部連結
- （日語） 北川村觀光協會
- （日語） 中岡慎太郎館